# Gmina Selishtë
Gmina Selishtë (alb. Komuna Selishtë) – gmina  położona w środkowej części Albanii. Administracyjnie należy do okręgu Dibra w obwodzie Dibra. W 2011 roku populacja gminy wynosiła 1605 w tym 762 kobiet oraz 843 mężczyzn, z czego Albańczycy stanowili 97,13% mieszkańców.
W skład gminy wchodzi sześć miejscowości: Selishtëi, Kacni, Lukan, Murra, Qafë Murra, Selishta e Sipërme.